# Parafia św. Rozalii w Kieźlinach
Parafia Świętej Rozalii w Kieźlinach – rzymskokatolicka parafia w Kieźlinach, należąca do archidiecezji warmińskiej i dekanatu Olsztyn Północ.
Została utworzona 19 kwietnia 1981. Od 2001 roku  prowadzą ją ojcowie pasjoniści.